# 科氏短鰩
科氏短鰩（學名：Breviraja colesi），為軟骨魚綱鰩目鰩科短鰩屬的一種，分布於中西大西洋巴哈馬及古巴海域，深度366至522公尺，本魚體盤面粗糙，有小刺，上表面呈淡棕色，佈滿不規則的深棕色斑點和斑塊，椎間盤下表面和尾巴呈淡黃色或白色，體長可達40公分，棲息在深海海域，為底棲性魚類，屬肉食性，卵生，卵囊為長方形並有堅硬角狀突起，生活習性不明。